# Chiesa di San Giovanni Battista (Bucine)
La chiesa di San Giovanni Battista è un edificio sacro che si trova nel centro di Bucine. Tale edificio è intitolato anche a Sant'Apollinare.

## Descrizione
L'edificio, costruito all'inizio del XVI secolo per volere della famiglia Conti su un preesistente oratorio, venne ampliato nel 1581.
La chiesa si sviluppa su pianta a tre navate, divise da colonne rinascimentali in pietra serena con bei capitelli sormontati dal dado brunelleschiano. Le porte laterali furono aperte nel '700, mentre al primo '800 risalgono le crociere delle navate laterali.
Nel secondo dopoguerra]avvenne la sostituzione delle capriate lignee con l'attuale soffitto a botte. Addossata al fianco sinistro è la torre campanaria. Sull'altare di sinistra è conservato un dipinto raffigurante la Madonna col Bambino, detta anche Madonna delle Grazie, di scuola fiorentina della prima metà del '600, contornata da altri dipinti riguardanti San Francesco e San Giacinto. Nell'altare principale troviamo una grande tela dell'Ultima cena, opera di un artista della zona risalente al XVI secolo circa. Nell'altare di destra è presente invece un crocifisso ligneo del XV secolo. Inoltre nella chiesa sono presenti altre opere di importanza artistica come il fonte battesimale in pietra, un'altra tela riguardante la Madonna della Cintola (XVI secolo) ed un dipinto sempre su tela riguardante il Miracolo della Madonna della neve (XVI secolo).